# M40 GMC

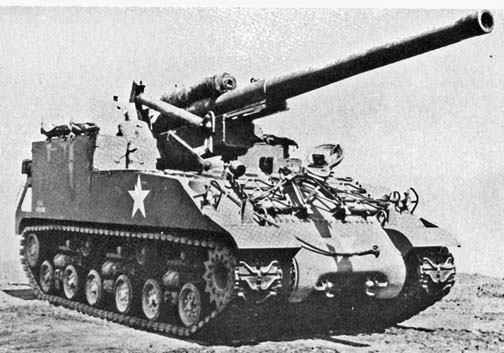
Działo M40 GMC

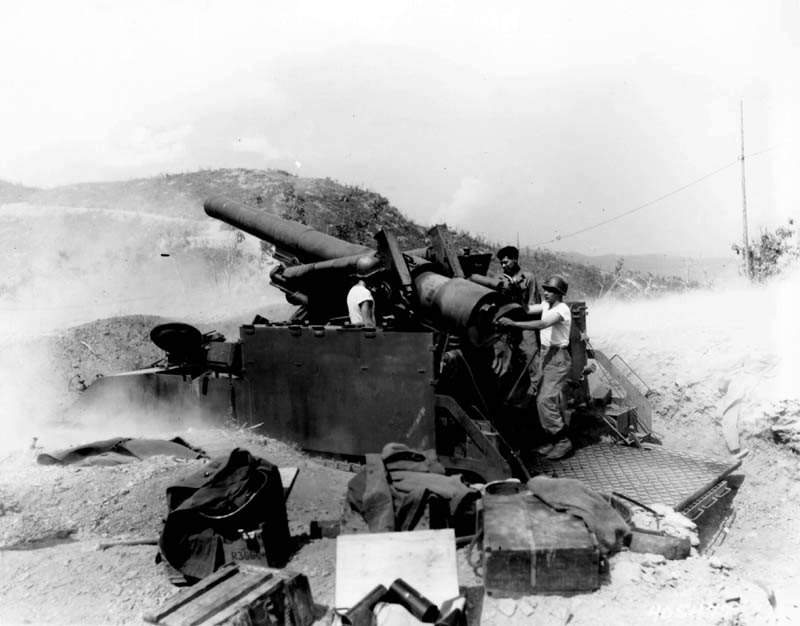
Działo M43 HMC

M40 Gun Motor Carriage i M43 Howitzer Motor Carriage – samobieżne działa polowe produkowane w czasie II wojny światowej w Stanach Zjednoczonych.
M40/43 powstał jako następca M12 GMC, do produkcji którego potrzebne były działa M1918, których zaczęło brakować, a podwozie i zawieszenie tego pojazdu było zbyt słabe dla nowych dział 155 mm M1 i M2.
Do konstrukcji nowego pojazdu użyto podwozia czołgu M4 Sherman, 18 marca 1944 wyprodukowano pięć egzemplarzy testowych uzbrojonych w armatę kalibru 155 mm, które otrzymały oznaczenie T83. Po udanych próbach jeden z T83 został przezbrojony w ośmiocalową (kaliber 203 mm) haubicę i otrzymał nowe oznaczenie T89. Po wejściu do produkcji zostały one oficjalnie nazwane M40 i M43.
Kierowca i dowódca siedzieli z przodu pojazdu, silnik znajdował się za nimi, a działo było zamontowane z tyłu pojazdu. Załoga działa nie była chroniona żadnym pancerzem, gdyż pojazdy tego typu miały z założenia operować zawsze głęboko za linią frontu.

## Dane techniczne
| Model               | M40                                   | M43                                   |
| ------------------- | ------------------------------------- | ------------------------------------- |
| Załoga              | 8 – dowódca, kierowca, obsługa działa | 8 – dowódca, kierowca, obsługa działa |
| Masa                | 37195 kg                              | 37195 kg                              |
| Długość             | 6,65 m                                | 6,65 m                                |
| Szerokość           | 3,14 m                                | 3,14 m                                |
| Uzbrojenie          | armata 155 mm, model M1A1 lub M2      | haubica 203 mm, model M1              |
| Opancerzenie        | 12,7-25,4 mm                          | 12,7-25,4 mm                          |
| Prędkość maksymalna | 38 km/h                               | 38 km/h                               |
| Zasięg              | 160 km                                | 160 km                                |